# Concordia (mitología)

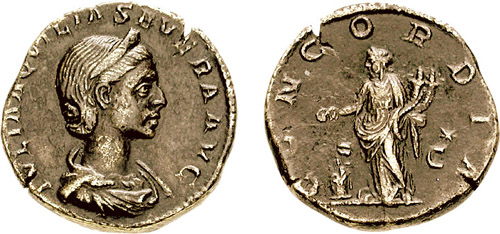
Concordia, de pie con una patera y dos cornucopias, en el reverso de esta moneda de Aquilia Severa.

En la religión romana, Concordia era la diosa del acuerdo, el entendimiento y la armonía matrimonial. Su versión griega es Harmonía, y los harmonianos y algunos discordianos la igualan con Aneris. Su opuesta es Discordia (o la griega Eris).
El culto de Concordia Augusta fue de especial importancia en la Familia real. Las inscripciones dedicadas a ella, en nombre de emperadores y miembros de la familia imperial, fueron habituales.

## En el arte
En el arte, Concordia ha sido representada sentada, vistiendo un largo manto, y sosteniendo una patera (un cuenco para uso sacrificial), una cornucopia (símbolo de prosperidad) o un caduceus (símbolo de paz). Puede aparecer también a veces entre otras dos figuras, por ejemplo dos miembros de la Casa Real sacudiendo las manos.
Era asociada con un par de deidades femeninas, Pax y Salus--o Securitas y Fortuna. Este último par de conceptos (seguridad y fortuna) podía ser representando también por Hércules y Mercurio.

## Templos
El más antiguo Templo de la Concordia, construido en 367 a. C. por Marco Furio Camilo, se levantó en el Foro Romano. Otros templos y lugares sagrados en Roma dedicados a Concordia estuvieron en gran medida relacionados geográficamente con el templo principal; entre ellos, estaban (en orden cronológico):
- un lugar sagrado de bronce (aedicula) de Concordia (Edículo de la Concordia) erigido por el Edil curul Cneo Flavio en 304 a. C. "in Graecostasis" y "in area Volcani" (situado en Graecostasis, cerca del templo principal de Concordia). Lo había levantado con la esperanza de reconciliarse con la nobleza que había sido ultrajada por su publicación del calendario, pero el senado rechazaría la donación de dinero para su construcción y esta hubo entonces de financiarse con las multas a usureros condenados.[4] Debió de ser destruido cuando el templo principal fue ampliado por Opimius en 121 a. C.
- otro construido en el Arx (probablemente en el lado oriental, teniendo vistas al templo principal hacia abajo). Fue probablemente dedicado por el pretor Lucio Manlio Acidino en 218 a. C. tras sofocar un mutín entre sus tropas en la Galia Cisalpina,[5] comenzando la construcción el 217 y realizando la dedicación el 5 de febrero de 216.[6]
- un templo a Concordia Nova, marcando el final de la guerra civil traído por Julio César. Fue votado por el senado en el 44 a. C.[7] aunque probablemente nunca fue construido.
- un templo construido por Livia de acuerdo con el Fasti de Ovidio, VI.637‑638 ("te quoque magnifica, Concordia, dedicat aede Livia quam caro praestitit ipsa viro" - la única referencia literaria a este templo). La descripción del Porticus Liviae sigue inmediatamente, y es probable entonces que el templo estuviese muy cerca de este o dentro de él, aunque la pequeña estructura rectangular marcada en el Plano de mármol (frg. 10) difícilmente puede haber sido un templo al que le correspondiese el epíteto de "magnifica" (HJ 316).

En Pompeya, la gran sacerdotisa Eumachia dedicó una construcción a Concordia Augusta.